# هوگو اسپیر
هوگو اسپیر (انگلیسی: Hugo Speer؛ زادهٔ ۱۷ مارس ۱۹۶۹) بازیگر و کارگردان فیلم اهل بریتانیا است.
از فیلم‌ها یا برنامه‌های تلویزیونی که وی در آن نقش داشته است، می‌توان به  فول مانتی، نگهبان مرگ، آخر همه‌چیز، نیمفومانیاک، تفنگدارها، قلب‌ها و استخوان‌ها و پدر براون اشاره کرد.